# Platis
Platis (griechisch Πλατής) war ein griechischer Sportschütze, der an den Olympischen Sommerspielen 1896 teilnahm. Er trat im Wettbewerb mit der Dienstpistole an, bei welchem er nicht unter die ersten Fünf Schützen kam. Seine genauen Ergebnisse und Platzierungen sind nicht überliefert.